# Nocny śpiew ptaka

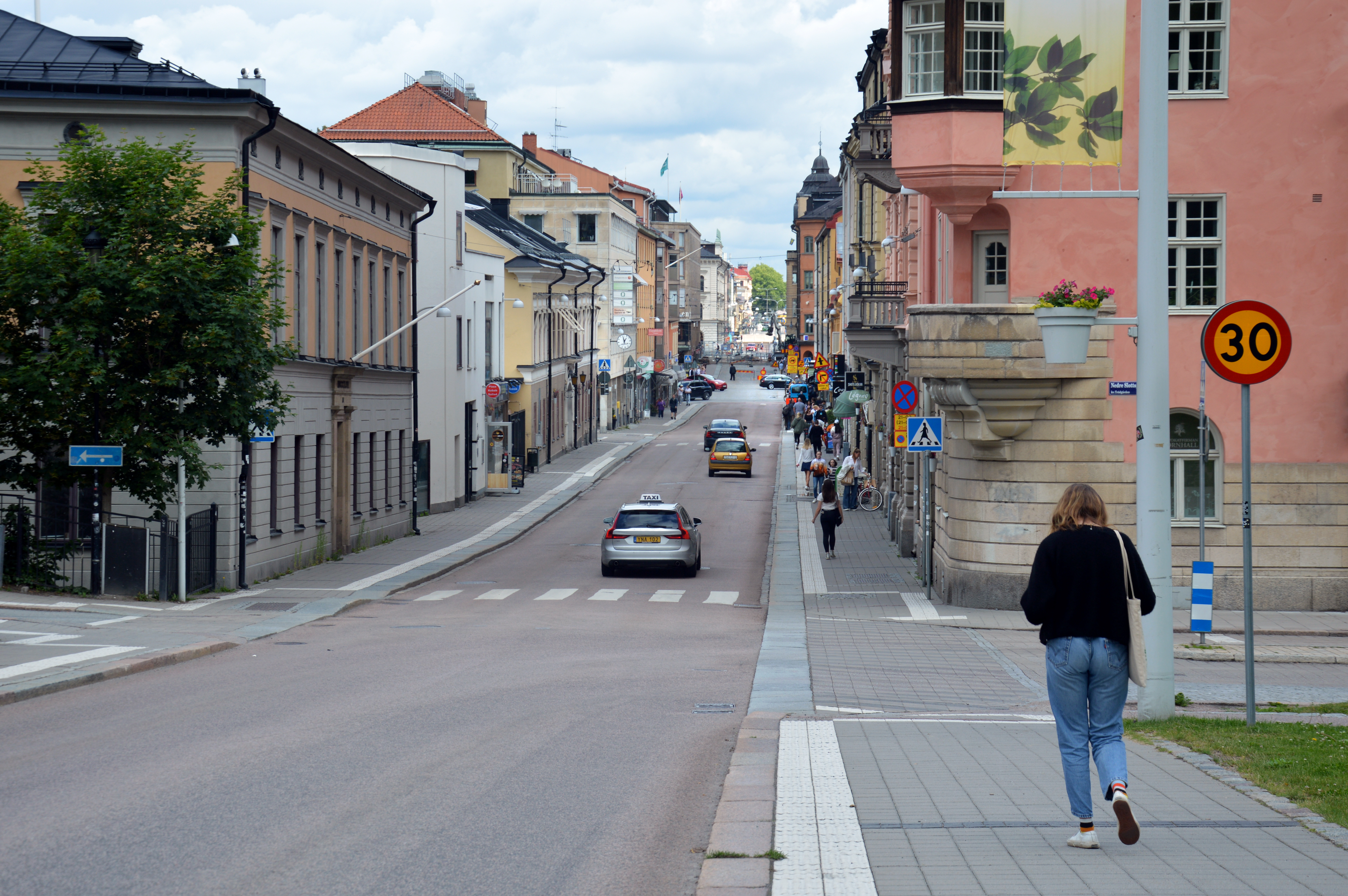
Drottninggatan – zdemolowana ulica
w Uppsali

Nocny śpiew ptaka (szw. Nattskärran) – powieść kryminalna szwedzkiego pisarza Kjella Erikssona z 2004. Polskie wydanie książki ukazało się w 2014 (tłumaczyła Elżbieta Frątczak-Nowotny).

## Treść
Jest piątą częścią kryminalnej serii z detektyw Ann Lindell z Uppsali. W tej części poruszone są kwestie imigrantów i stosunku szwedzkiego społeczeństwa do tej grupy. W sobotę, 10 maja zdemolowana zostaje jedna z głównych ulic Uppsali – Drottninggatan. W jednym ze zniszczonych sklepów (księgarni) znalezione zostaje ciało nastolatka. Początkowo trudno jest znaleźć motyw zabójstwa. Z czasem tropy prowadzą w środowiska imigranckie i do szwedzkich narodowców. Ann jest krótko po powrocie z urlopu macierzyńskiego, a także po krótkiej przygodzie uczuciowej z kolegą z pracy Olą Haverem. Jednocześnie marzy o powrocie do byłego partnera – Edvarda, który wyjechał na wycieczkę do Tajlandii. 

## Nagroda
Powieść była finalistką nagrody roku Szwedzkiej Akademii Literatury Kryminalnej dla najlepszego szwedzkiego kryminału roku.